# セルゲイ・デュダコフ
セルゲイ・ヴィクトロヴィチ・デュダコフ（ロシア語: Сергей Викторович Дудаков、ロシア語ラテン翻字: Sergei Viktorovich Dudakov、1970年1月13日 - ）は、旧ソ連のフィギュアスケート選手でロシアのフィギュアスケートコーチ。

## 来歴
シングルスケート選手として活躍し、1989年と1990年のピルエッテン、1989年のゴールデンスピンで優勝している。

## 主な戦歴
| 大会/年          | 1986-1987 | 1987-1988 | 1988-1989 | 1989-1990 | 1990-1991 |
| ---------------- | --------- | --------- | --------- | --------- | --------- |
| 世界Jr.選手権    | 7         |           |           |           |           |
| ゴールデンスピン |           |           |           | 1         |           |
| ピルエッテン     |           |           |           | 1         | 1         |

## コーチ歴
2003年からコーチとして活動を開始し、2006-2011年まではロシアのユースコーチを務めていた。
2012年からエテリ・トゥトベリーゼと共にSDUSSHOR 37（現サンボ70）で共同コーチをしている。

## 指導した選手
- セルゲイ・ボロノフ
- アディアン・ピトキーエフ
- モリス・クヴィテラシヴィリ
- ユリア・リプニツカヤ
- エフゲニア・メドベージェワ
- ポリーナ・ツルスカヤ
- アリーナ・ザギトワ
- アレクサンドラ・トゥルソワ
- アンナ・シェルバコワ
- アリョーナ・コストルナヤ
- アリョーナ・カニシェワ
- カミラ・ワリエワ
- ダリア・ウサチョワ
- マイア・フロミフ
- ソフィア・アカチエワ
- アデリア・ペトロシャン